# Moby Grape
Moby Grape är ett amerikanskt psykedeliskt rockband som bildades hösten 1966 i San Francisco, Kalifornien. Gruppens första album Moby Grape, räknas som deras bästa, och även ett av de bästa från den psykedeliska eran. Idag har de blivit mer uppmärksammade än de var då det begav sig då de hade mycket emot sig. En bidragande orsak till att gruppen brottades med problem var ett ofördelaktigt avtal med deras manager, samt en skandal rörande påstådda affärer med underåriga flickor.

## Historia

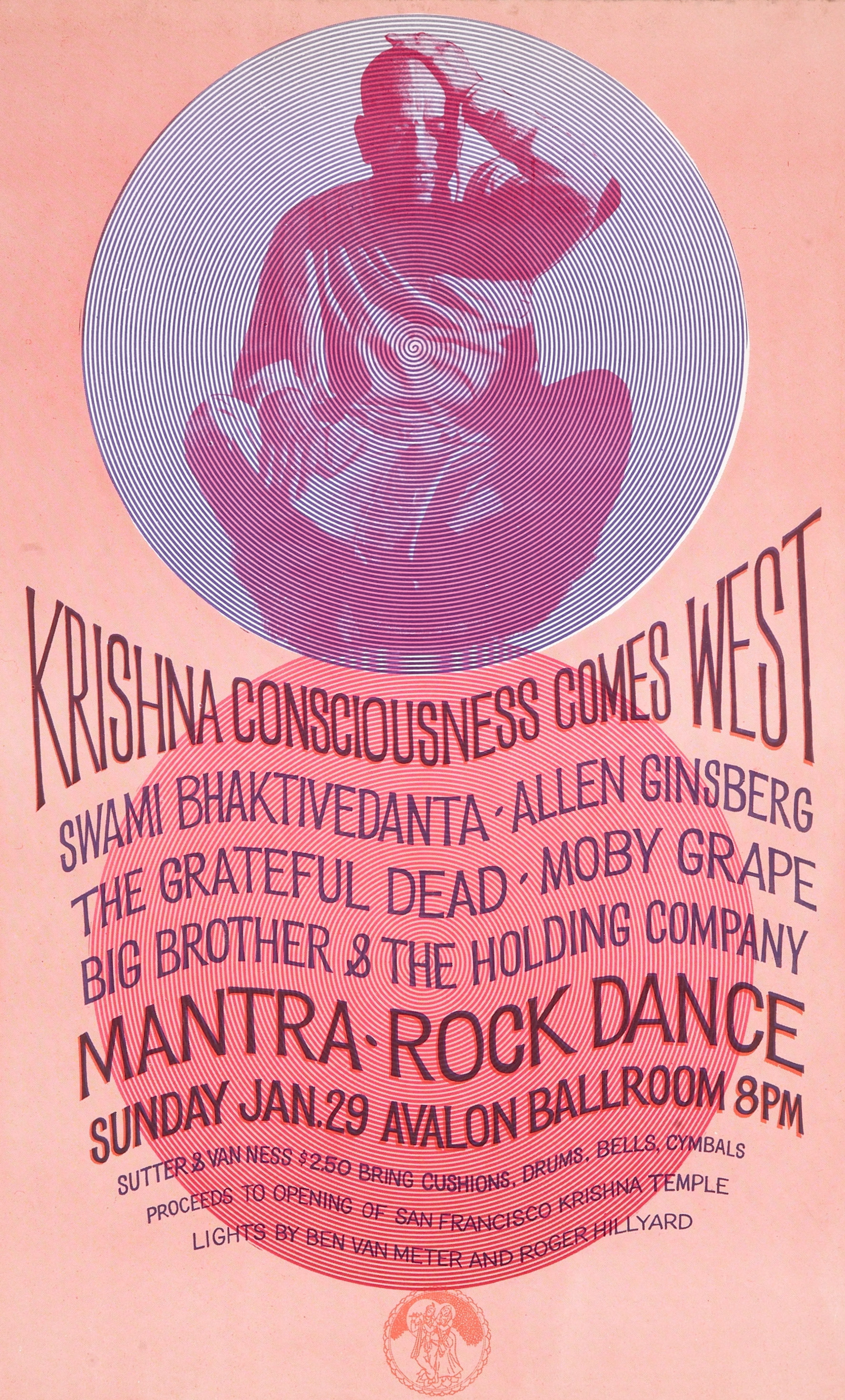
Mantra-Rock Dance reklamaffisch med Moby Grape

Bandet formades av Matthew Katz, som tidigare varit manager åt Jefferson Airplane. Snabbt rekryterades också Skip Spence från den gruppen. Där hade han spelat trummor, men i Moby Grape spelade han gitarr och sjöng. I övrigt bestod första uppsättningen av Moby Grape av andre gitarristen Jerry Miller, basisten Bob Mosley, trummisen Don Stevenson och en till gitarrist vid namn Peter Lewis.
Gruppen gjorde sig känd genom sitt samspel mellan de tre gitarristerna Miller, Spence och Lewis på sitt debutalbum. Debutalbumet var en demokratisk skiva där alla gruppmedlemmar fick vara med och skriva låtar. Gruppen lanserades hårt av sitt skivbolag Columbia och från debutalbumet släpptes hela fem singlar samtidigt. Det kan ses som ett försök av skivbolaget att slå mynt av en grupp som vände sig till det sena 1960-talets motkultur. Trots detta blev skivan bara en adekvat framgång. 1967 uppträdde de även på Monterey Pop Festival.
Nästkommande albumet Wow lanserades tillsammans med skivan Grape Jam som ett dubbelalbum, där Grape Jam ingick som en bonusskiva utan extra kostnad. Kanske var det orsaken till att det albumet blev gruppens bäst placerade på Billboard Hot 100 med en tjugondeplacering. 
Under inspelningen av albumet Wow snedtände Spence, som var under influens av LSD, och löpte amok i studion. Bland annat försökte han ta död på Stevenson med hjälp av en yxa. Han uteslöts ur gruppen kort därefter. De övriga spelade sedan in ytterligare två album utan Spence som släpptes 1969, utan framgång. 1971 återförenades hela gruppen, inklusive Spence och spelade in skivan 20 Granite Creek. Gruppen upplöstes dock kort därefter.
De har återförenats då och då under 1980-talen och 1990-talen. Men de kom inte överens med sin gamla manager Matthew Katz som genom en gammal uppgörelse ägde rättigheterna till namnet Moby Grape och gav ut gruppens gamla skivor på ett eget skivbolag utan att de kompenserades ekonomiskt. Enligt ett domstolsbeslut 2006 vann gruppen till slut tillbaka rättigheterna till sitt namn. 2007 uppträdde de överlevande i gruppen (Skip Spence avled 1999) på San Franciscos Summer of Love 40th Anniversary Celebration. 

## Medlemmar
Nuvarande medlemmar
- Peter Lewis – rytmgitarr, sång (1966–1971, 1973–1975, 1977–1979, 1983–1984, 1987–1991, 1996–2001, 2006– )
- Jerry Miller – sologitarr, sång (1966–1971, 1973–1975, 1977–1979, 1983–1984, 1987–1991, 1996–2001, 2006– )
- Bob Mosley – basgitarr, sång (1966–1969, 1971, 1973–1975, 1983–1984, 1987–1991, 1996–2001, 2006– )[5]

Tidigare medlemmar
- Skip Spence – rytmgitarr, sång (1966–1968, 1971, 1977–1979, 1987; död 1999)[6]
- Don Stevenson – trummor, sång (1966–1971, 1983–1984, 1987–1991, 1996–2001, 2006–2007; några gästuppträdande efter 2007)

Bidragande musiker
- Joseph Miller – trummor (2007– )
- Omar Spence – sång (2007– )

Tidigare bidragande musiker
- Bob Moore – basgitarr (1969–1971)
- Gordon Stevens – viola, dobro, mandolin (1971)
- Jeff Blackburn – rytmgitarr, sång (1973–1975)
- Johnny Craviotto – trummor, sång (1973–1975; död 2016)
- Cornelius Bumpus – keyboard, saxofon (1977–1979; död 2004)
- John Oxendine – trummor (1977–1979)
- Chris Powell – basgitarr (1977–1979)
- Daniel Spencer – trummor (1977–1979)
- Dan Abernathy – rytmgitarr (1987–1991)

## Diskografi (i urval)
Studioalbum
- Moby Grape (1967)
- Wow/Grape Jam (1968)
- Moby Grape '69 (1969)
- Truly Fine Citizen (1969)
- 20 Granite Creek (1971)
- Moby Grape '84 (1984)
- Legendary Grape (1989)

Livealbum
- Live Grape (1978)
- Live (2010)

Samlingsalbum
- Omaha (Moby Grape '69-albumet utan spåren "Ooh Mama Ooh" och "Seeing", men med "Omaha" från debutalbumet) (1971)
- Great Grape (1971)[7]
- Murder in My Heart (1986)
- Vintage: The Very Best of Moby Grape (1993)
- Crosstalk: The Best of Moby Grape (2004)
- Listen My Friends! The Best of Moby Grape (2007)
- The Place and the Time (2009)

Singlar
- "Changes" / "Fall On You" (1967)
- "Sitting By The Window" / "Indifference" (1967)
- "8:05" / "Mister Blues" (1967)
- "Omaha" / "Someday" (1967)
- "Hey Grandma" / "Come In The Morning" (1967)
- "Can't Be So Bad" / "Bitter Wind" (1968)
- "If You Can't Learn From My Mistakes" / "Trucking Man" (1969)
- "Ooh Mama Ooh" / "It's A Beautiful Day Today" (1969)
- "Gypsy Wedding" / "Apocalypse" (1971)
- "Goin' Down To Texas" / "About Time" (1971)
- "Gone Fishin' " / "Gypsy Wedding" (1972)